# Lichida
Ordre
Familles de rang inférieur
- † Lichidae
- † Lichakephalidae

Les Lichida sont un ordre fossile de trilobites, des arthropodes marins aujourd'hui fossiles.

## Classification
L'ordre des Lichida est décrit en 1959 par le paléontologue américain Raymond Cecil Moore (1892-1974).

## Distribution stratigraphique
Les fossiles de cet ordre datent de la partie inférieure du Paléozoïque, du Cambrien (Série 3) au Dévonien (Frasnien).

## Description

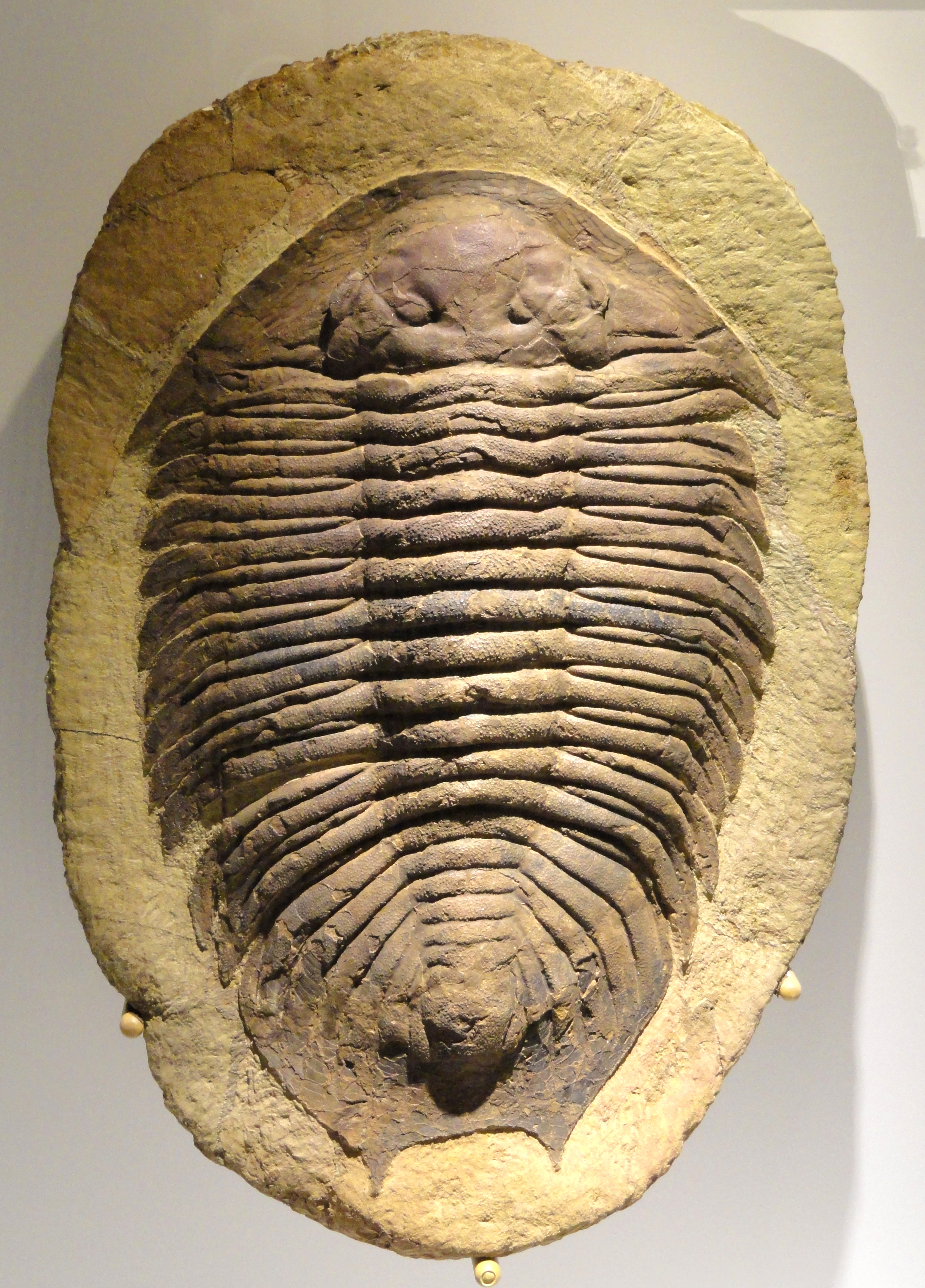
Lichakephalus stubbsi, Ordovicien.
Formation des argiles de Fezouata, Maroc.
Houston Museum of Natural Science, États-unis.

Les Lichida sont des trilobites souvent pourvus d'excroissances ou d'épines. Ils possèdent entre 8 et 13 segments thoraciques,.
La texture de leur exosquelette est généralement grenue.

## Genres
L'ordre des Lichida regroupe classiquement un grand nombre de genres regroupés dans deux familles, les Lichidae et les Lichakephalidae :

### Lichidae
- Acanthopyge
- Akantharges
- Allolichas
- Amphilichas
- Apatolichas
- Arctinurus
- Autoloxolichas
- Borealarges
- Ceratarges
- Conolichas
- Craspedarges
- Dicranogmus
- Dicranopeltis
- Echinolichas
- Eifliarges
- Gaspelichas
- Hemiarges
- Homolichas
- Hoplolichas
- Hoplolichoides
- Jasperia
- Leiolichas
- Lichas
- Lobopyge
- Lyralichas
- Mephiarges
- Metaleiolichas
- Metalichas
- Metopolichas
- Neolichas
- Nipponarges
- Ohleum
- Oinochoe
- Otarozoum
- Paraleiolichas
- Perunaspis
- Platylichas
- Probolichas
- Pseudotupolichas
- Radiolichas
- Richterarges
- Rontrippia
- Terataspis
- Terranovia
- Trimerolichas
- Trochurus
- Uralichas
- Uripes

### Lichakephalidae
- Acidaspidella
- Acidaspides
- Acidaspidina
- Archikainella
- Belovia
- Bestjubella
- Brutonia
- Colossaspis
- Eoacidaspis
- Lichakephalus
- Lichokephalina
- Metaacidaspis
- Paraacidaspis
- Usoviana